# Sztratióta
A sztratióta (eredetileg sztraitótész) a Bizánci Birodalomban tömegesen letelepített, eleinte szláv „parasztkatonáinak” elnevezése. A kifejezést a 7. századtól kezdve alkalmazták. A katonáskodó parasztok nem fizetnek adót, és sztratióta-birtokot művelnek. A birtok (pronoia) fejében vállaltak fegyveres szolgálatot, parancsra lóval és fegyverzettel kellett bevonulniuk. A georgosszal alkotják a faluközösséget (koinotész), akik csak parasztok. A georgoszra vonatkozik a nomosz georgikhosz. 
A 11. századtól már hivatásos lovagok, akik nem maguk művelték a földet, hanem hűbérjövedelemből éltek.
A késő középkorban sztratiótának nevezték a főként itáliai konfliktusokban harcoló balkáni könnyűlovas zsoldosokat is.